# Redouane Saker
Pour les articles homonymes, voir Saker.
Redouane Saker, né le 1er octobre 1991, est un joueur de handball algérien. Il joue au poste d'ailier droit dans le club algérien de la JSE Skikda et en équipe nationale d'Algérie,.

## Palmarès

### En club
JSE Skikda
- Championnat d'Algérie en 2015 et 2020
  - Finaliste en 2011
- Vainqueur de la Supercoupe d'Algérie (1) : 2015
- Finaliste de la Coupe d'Algérie : 2009
- Troisième de la Ligue des champions d'Afrique en 2010

### avec l'Équipe d'Algérie
Championnats du monde
- 22e place au Championnat du monde 2021 ( Égypte)
- 30e place au Championnat du monde 2025 ( Croatie/ Danemark/ Norvège)

Championnat du monde junior
- 14e place au  Championnat du monde junior  2011 ( Grèce)

Championnats d'Afrique
- 4e place au Championnat d'Afrique 2016 ( Égypte)

- 6e place au Championnat d'Afrique 2018 ( Gabon)[4]
- Médaille d'bronze au Championnat d'Afrique  2020 ( Tunisie)
- 5e place au Championnat d'Afrique  2022 ( Égypte)
- Médaille d'argent au Championnat d'Afrique  2024 ( Égypte)

## Récompenses individuelles
- élu meilleur ailier droit du Championnat d'Afrique 2016[5]